# Cattedrale di Notre-Dame (Die)
La Cattedrale di Notre Dame (in francese Cathédrale Notre-Dame de Die) è il principale luogo di culto di Die, sede episcopale fino alla Rivoluzione francese.

## Immagini

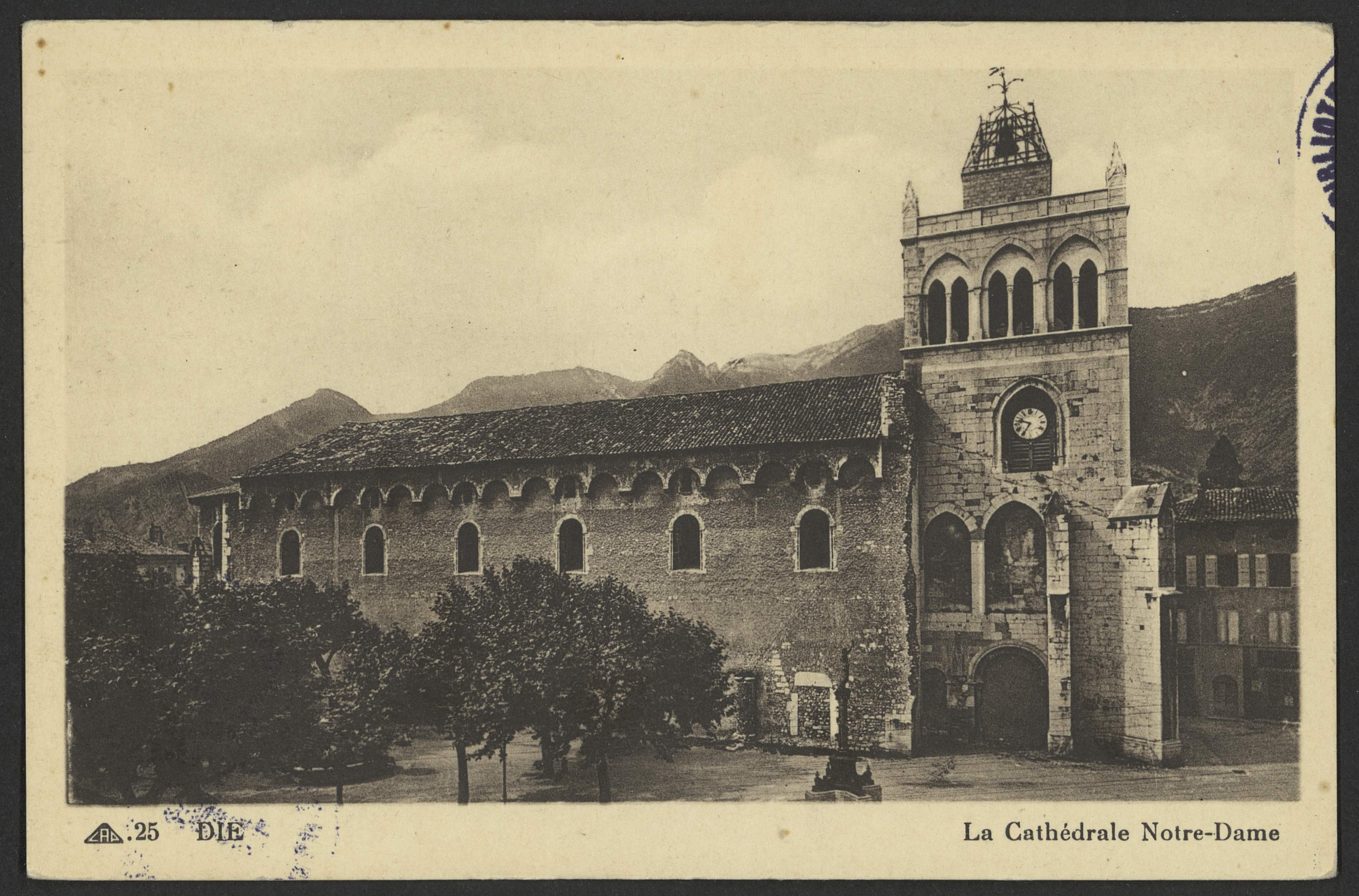
La chiesa nel 1903

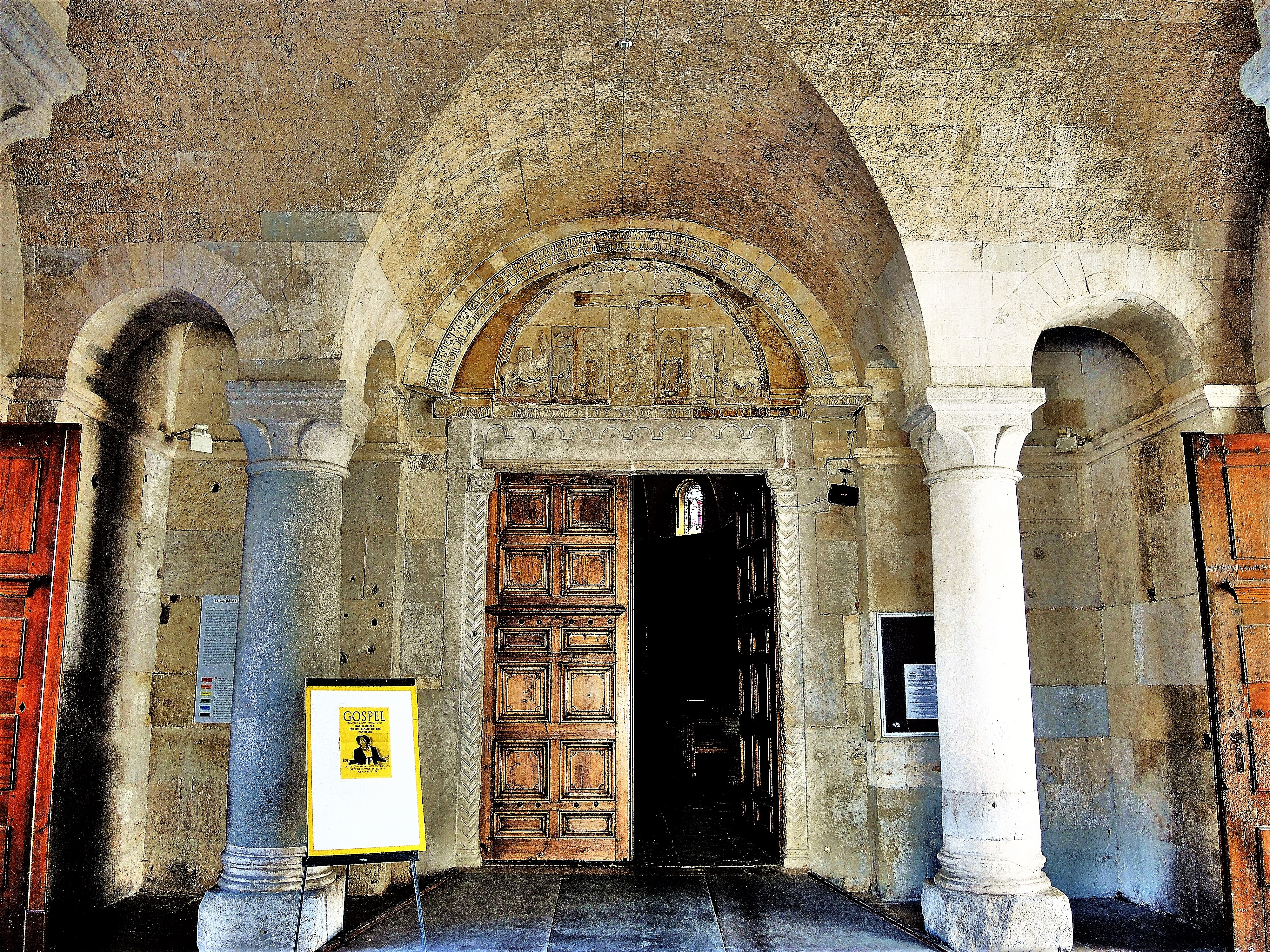
Portale d'ingresso

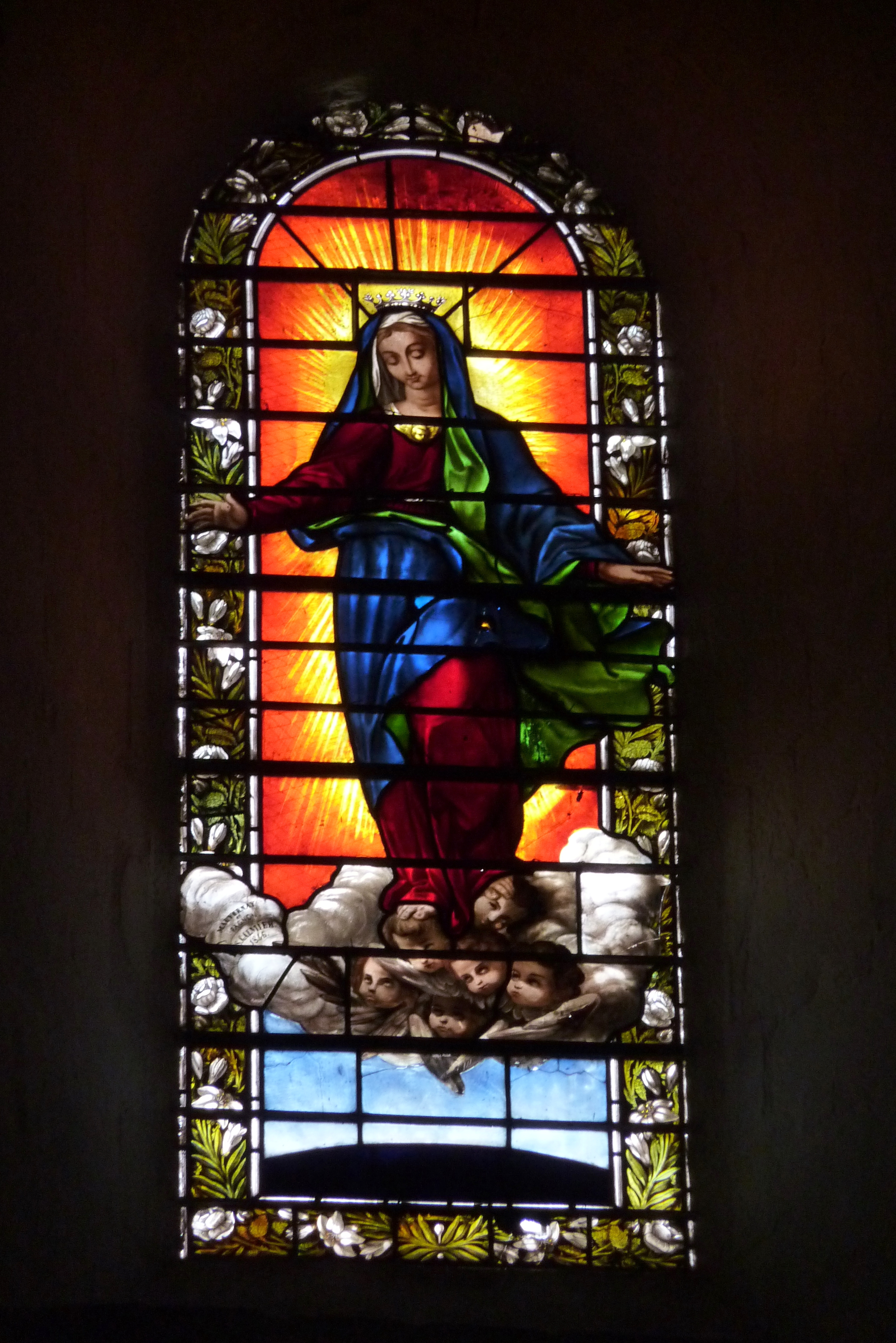
Vetrata